# Sixth Party System
Il Sixth Party System è la sesta e attuale era politica degli Stati Uniti. Essa segue il  Fifth Party System noto anche come New Deal Party System.
Sviluppatasi progressivamente a partire dalla fine degli anni '60 ed affermatasi a partire dalle elezioni presidenziali del 1980 con l'affermazione netta del Partito Repubblicano guidato da Ronald Reagan e la nascita dei New Democrats di Bill Clinton nel Partito Democratico nel 1985 (diventati dominanti nel partito stesso dall'inizio degli anni '90), essa perdura ancora oggi ed è contrassegnata da un forte scontro tra i due principali partiti su diversi temi sociali-civili.

## Descrizione

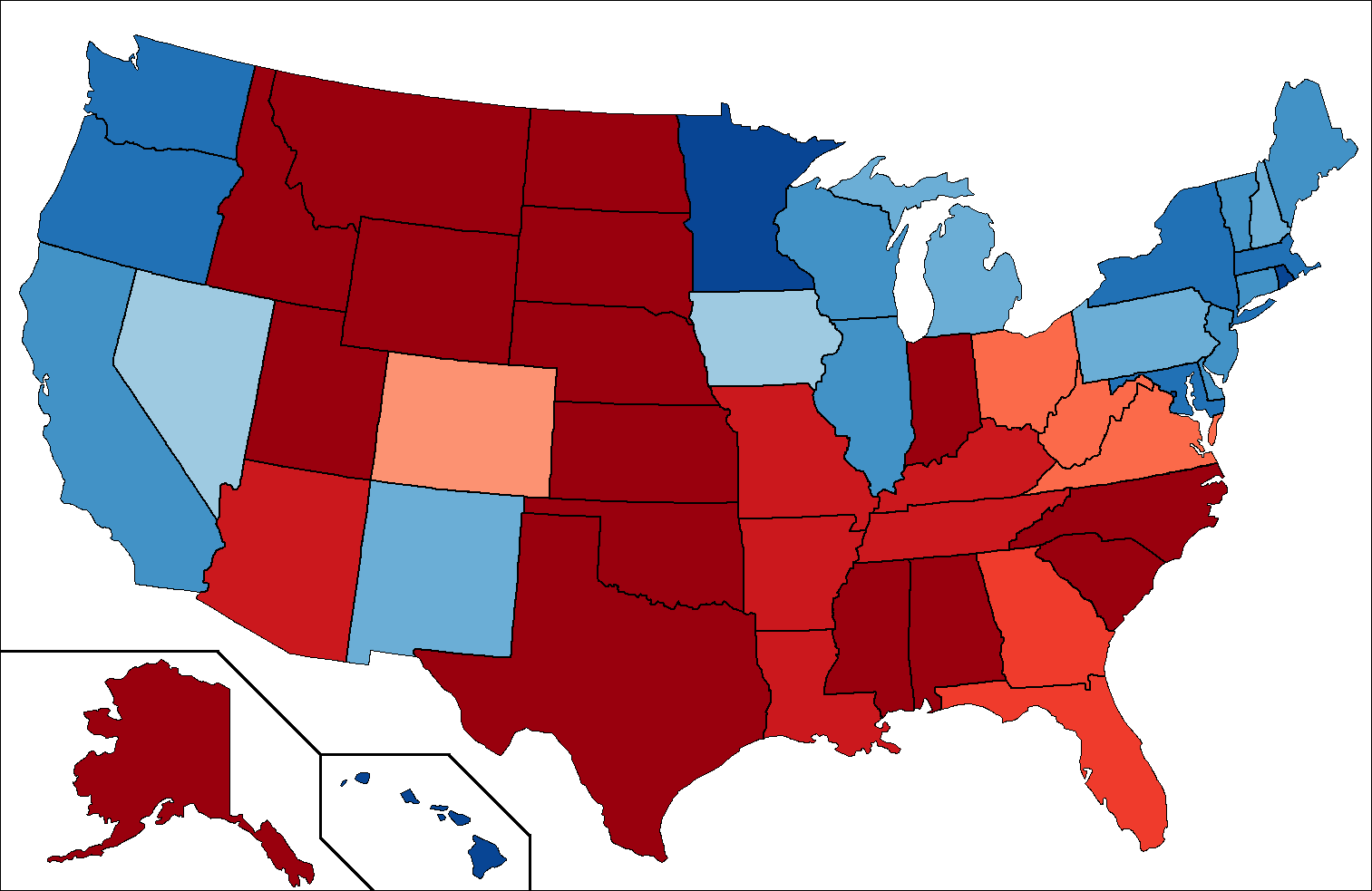
Sixth Party System statunitense, con evidenziati la fedeltà degli Stati federati a uno dei partiti principali, nelle elezioni presidenziali dal 1980 al 2020.

### Definizione del periodo storico
A differenza del Fifth Party System, cominciato con la vittoria di Roosevelt alle elezioni presidenziale del 1932, non vi è una data precisa per delineare la fine della stessa e l'inizio del Sixth Party System. L'inizio di questa nuova epoca politica è oggetto di dibattito tra gli storici, i politologi e gli accademici: vi è chi punta a individuare una data sulla base del riallineamento dei due partiti nazionali dal punto di vista delle classi sociali di riferimento (la cosiddetta southern strategy per il Solid South di Nixon, che gli consentì di ottenere una vittoria a valanga nel 1972, da una parte e la creazione di una corrente più moderata tra i democratici, i cosiddetti New Democrats di Clinton nel 1985, dall'altra) e chi invece punta a individuare un punto di rottura con il passato in base a un cambiamento di indirizzo generale e ideologico nella produzione legislativa (le politiche liberiste inaugurate da Reagan negli anni '80 e poi in buona parte accettate e ulteriormente portate avanti da Clinton negli anni novanta, in aggiunta a quelle conservatrici avviate con la rivoluzione Repubblicana del 1994).

#### IlSeventh Party System
Alcuni studiosi sostengono che gli Stati Uniti si stiano avviando verso un Seventh Party System in particolare con la radicalizzazione del Partito Repubblicano dal 2016 a causa di Donald Trump da una parte e il controllo del Partito Democratico, a livello di rappresentanti nel Congresso, passato alla corrente più di sinistra (la CPC, con esponenti come Alexandria Ocasio-Cortez, Bernie Sanders e altri) nel 117º Congresso iniziato nel 2021 dall'altra.

### Ridefinizione degli schieramenti elettorali
Durante il Fifth Party System aveva dominato la New Deal Coalition, una fortunata alleanza inaugurata da Roosevelt nel 1932 e consistente di bianchi, neri, classe media del sud e del midwest.
A partire dagli anni sessanta, le istanze sui diritti civili, l'impopolare guerra in Vietnam, le caotiche primarie democratiche del 1968 (con l'uccisione del candidato Robert Kennedy) e lo scontro contro i rimanenti Dixiecrat, a cui si aggiunse la "southern strategy" di Nixon, fecero perdere i voti degli Stati federati del sud e di una parte del midwest a favore dei repubblicani.

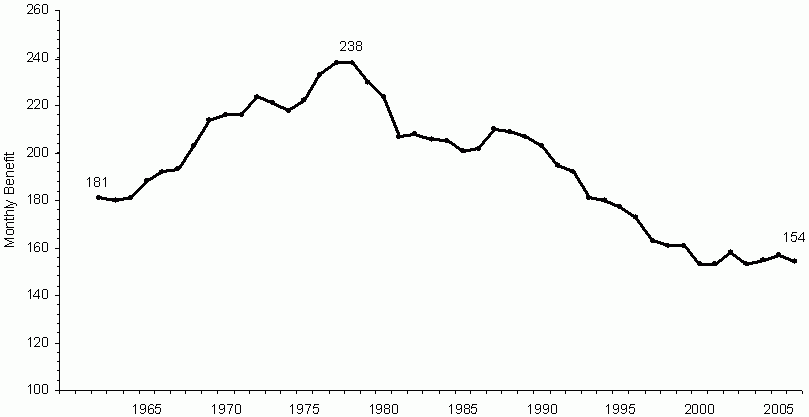
Benefit mensile alle famiglie bisognose o con figli a carico, dal 1962 al 2006, in dollari statunitensi costanti del 2006.

### Ideologia e legislazione

Un esempio del conservatorismo fiscale, dominante nel Partito Repubblicano e nel Partito Democratico dagli anni ottanta: il passaggio da un sistema altamente progressivo per l'imposta sui redditi (o "income tax") verso addirittura una flat-tax.

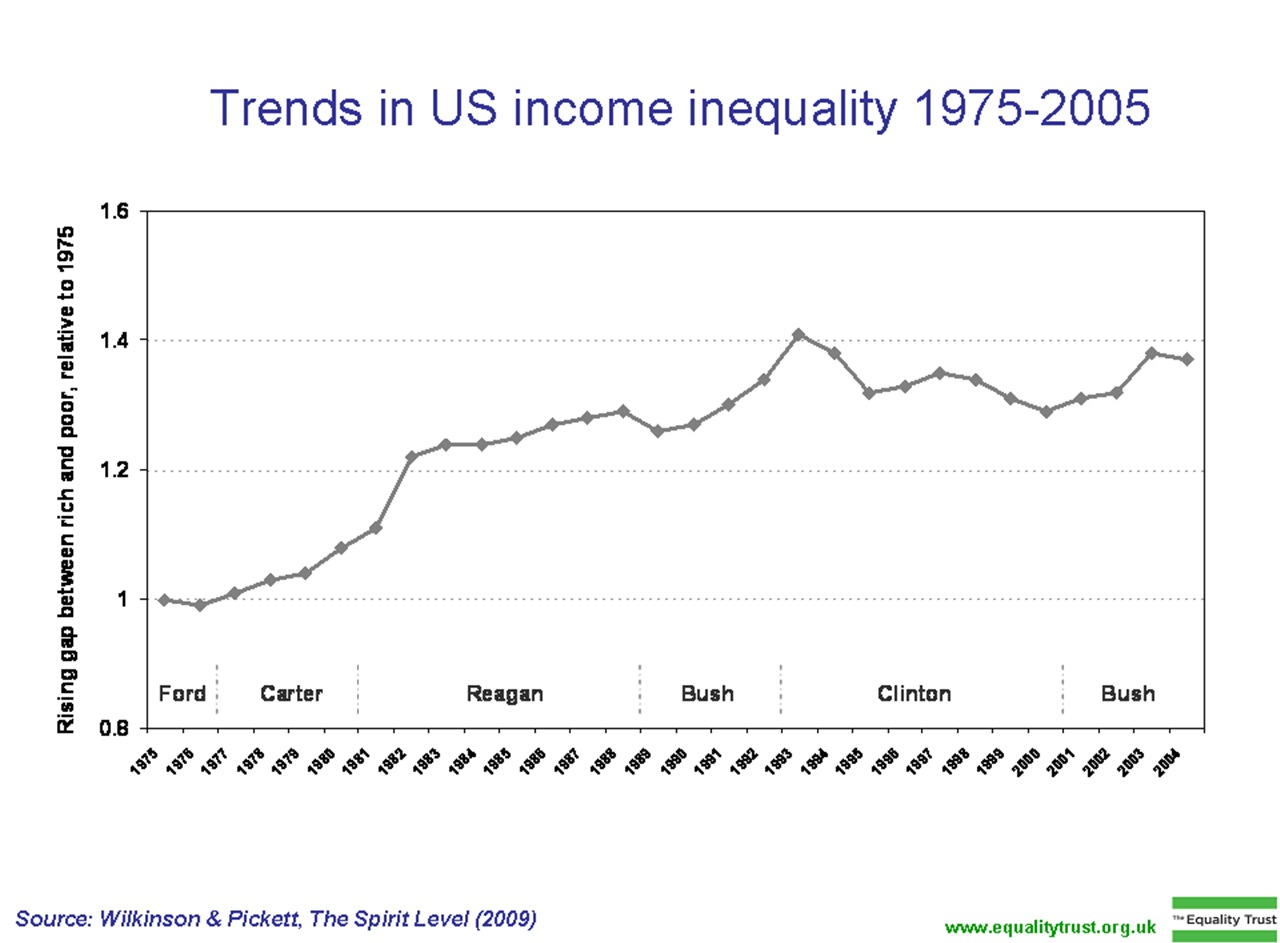
Andamento tendenziale della disuguaglianza dei redditi (1975 - 2005).

I politologi ritengono che alcune delle questioni più dibattute siano state anzitutto i diritti civili per le minoranze, a cui si aggiunsero poi negli anni settanta i diritti delle donne, l'ecologia ambientalista negli anni '80 e i diritti delle comunità LGBT negli anni '90. Si affermò anche una coalizione di sostenitori del "diritto religioso" volti ad abolire l'aborto e i matrimoni omosessuali. Il sud cominciò a votare per i repubblicani timidamente a partire dagli anni '50 per poi passare a votarli pure nelle elezioni locali dagli anni novanta.
In generale, la produzione legislativa si orientò (soprattutto per mezzo delle misure di Reagan e di quelle di Clinton) verso un liberalismo economico molto spinto, un conservatorismo fiscale abbastanza forte e un generale disimpegno dello Stato nel governo dell'economia e della società. Il Keynesismo, che aveva dominato durante tutta la Fifth Party System, fu in gran parte abbandonato.
Alcuni dei provvedimenti simbolo di tale epoca furono:
- L'Economic Recovery Tax Act of 1981 (o ERTA) e il Tax Reform Act of 1986 (TRA), che portarono la Income tax (l'imposta sui redditi delle persone) da un sistema progressivo a 33 aliquote nell'intervallo 10-70% a due sole aliquote (1) per il 1988-'89, (aliquote che poi sarebbero state leggermente rialzate con l'Omnibus Budget Reconciliation Act of 1990 e con l'Omnibus Budget Reconciliation Act of 1993 (OBRA-93), che andarono anche a provocare importanti tagli alla spesa pubblica per diminuire consistentemente il deficit per il 1997);
- Riforma molto ampia e in senso restrittivo del sistema del welfare, con il Personal Responsibility and Work Opportunity Reconciliation Act (PRWORA) del 1997;
- Il Taxpayer Relief Act (1997);
- Violent Crime Control and Law Enforcement Act (anche detto Clinton Crime Bill oppure 1994 Crime Bill), la più corposa legge sulla pubblica sicurezza nella storia degli Stati Uniti, con l'arruolamento di oltre 100.000 nuovi poliziotti, quasi 10 miliardi di dollari in più per il finanziamento delle carceri, l'espansione della Legge federale in vari ambiti, la sottosezione contenente il Federal Assault Weapons Ban (durato dal 1994 al 2004) per bandire le armi automatiche per i cittadini privati, l'espansione della pena di morte e tutta una nuova serie di reati codificati;
- Don't ask, don't tell (DADT), per bandire dall'esercito chiunque si dichiarasse ufficialmente gay, ma allo stesso tempo per proteggere e mantenere chi non lo volesse far sapere pubblicamente (abrogata nel 2010);
- Il Gramm-Leach-Bliley Act del 1999, che abrogò il Glass-Steagall Act del 1933, che prevedevano la separazione tra attività bancaria tradizionale e investment banking, reintroducendo quindi le banche miste.